# 金雲
金雲（英語：Allen，韓語：김운，2002年6月29日—），臺灣男演员﹑模特，2022年參加男團選秀節目《原子少年》出道，2024年在BL劇《看見愛》中飾演姜紹朋。

## 經歷
金雲出身書香世家，小時候曾隨外祖父移民哥斯大黎加。原先家人並不支持他進入演藝圈，參加《原子少年》後家人也逐漸接受並給予鼓勵，並在大學教授的牽線下與伊林娛樂簽約。原是「木星」一員，在木星淘汰後被評審救回加入「天王星」，起初雖遭到許多質疑的評論，但仍舊扛住壓力進入決賽並拿下冠軍。最後雖未跟著天王星出道，但沉寂一年後正式往演員之路前進。
2024年在「Asia Model Festival」獲頒「MODLE STAR AWARD」模特兒之星獎項；同年飾演BL劇《看見愛》的主演之一「姜紹朋」，首次演戲便挑戰聾人角色也因此讓更多人看見。

## 作品

### 音樂作品[2]
| 曲目                        | 備註                                                     |
| 《Touch Me》                | 《原子少年》首輪比賽，木星組                             |
| 玖壹壹ft.陳嘉樺《來個蹦蹦》 | 《原子少年》第二輪比賽，木星組，合作導師陳嘉樺           |
| 《Clap》                    | 《原子少年》第三輪比賽，海木聯盟（海王星＋木星），舞蹈組 |
| 《Damn Dollar》             | 《原子少年》第五輪比賽，天王星組                         |
| 《Yolo》                    | 《原子少年》總決賽，天王星組                             |
| 《我做的是愛不是夢》        | 原唱周湯豪，Cover by金雲、江尚儒                         |

### 戲劇
| 年份    | 播出頻道             | 劇名       | 飾演   | 導演           |
| 2018 年 | 竹東藍蝶大傳學生作品 | 愛的方程式 | 白朗恩 | 不明           |
| 2018 年 | 竹東藍蝶大傳學生作品 | 招生片     | 周昀逵 | 不明           |
| 2018 年 | 竹東藍蝶大傳學生作品 | 階梯片     | 周昀逵 | 不明           |
| 2018 年 | 竹東藍蝶大傳學生作品 | 前導片     | 周昀逵 | 不明           |
| 2018 年 | 竹東藍蝶大傳學生作品 | 下來開會   | 周昀逵 | 陳子昕         |
| 2018 年 | 竹東藍蝶大傳學生作品 | 更蝶       | 林默   | 魏妘珊、羅筱穎 |
| 2018 年 | 竹東藍蝶大傳學生作品 | 鬼片       | 老師   | 官沛儀         |
| 2018 年 | 竹東藍蝶大傳學生作品 | 藍蝶電視台 | 周昀逵 | 不明           |
| 2020年  | 世新大學學生作品     | 壞壞惹人愛 | 男主角 | 溫苡喬         |
| 2024年  | KKTV                 | 看見愛     | 姜紹朋 | 姜秉辰、宋鎵琳 |

### MV
| 年份   | 歌手            | 歌曲     |
| 2022年 | 原子少年-天王星 | Level UP |
| 2024年 | 申力安          | LMRN     |

## 廣告／代言
| 年份   | 名稱                       |
| 2022年 | ELLE X Mega City板橋大遠百 |
| 2022年 | 遠百信義A13週年慶          |
| 2022年 | TOD'S秋冬系列with王真琳    |
| 2022年 | 遠百竹北週年慶             |
| 2023年 | Simple超能安瓶精華         |
| 2023年 | I DEW CARE戰痘茶樹系列     |
| 2023年 | VLENS 年度代言人           |

## 平面拍攝
| 年份      | 名稱                  | 備註                                                              |
| 2022年7月 | men's uno TW          | with林佳辰、范范                                                  |
| 2022年7月 | GQ Taiwan             | with天王星                                                        |
| 2022年8月 | 原子少年：奇蹟的夏天  | with林佳辰、MAX（徐彭臒）、李哲言、黃文廷、小孩（何世華）、陳治廷 |
| 2024年1月 | 黑曜精靈《TWI-LIGHT》 |                                                                   |
| 2025年1月 | 《看見愛》戲劇寫真書  |                                                                   |
| 2025年2月 | 朝日Raiden            |                                                                   |

## 節目
| 年份                  | 節目名           | 名稱                                                                                                  |
| 2022年4月17日—7月17日 | 原子少年         | |
| 2022年7月             | 木星小宇宙       | 原子少年到我家！左金雲右哲言讓我好難為！                                                              |
| 2022年9月             | 娛樂百分百       | 《魷娛民遊戲》                                                                                        |
| 2022年9月             | 全民星攻略       | EP 727 《原子少年》狂吸金！金雲不可思議手氣獎金暴衝！江尚儒發豪語目標8萬！？                          |
| 2022年11月            | 木星小宇宙       | 勇闖金鐘獎！前輩們抱歉失禮了                                                                          |
| 2023年3月             | 拜託了女神第四季 | 搖勒 搖勒 金雲 風田帶你搖！想要美美的玩都很難                                                         |
| 2023年3月             | 完全娛樂         | 【48小時挑戰】經典韓男團隨機舞蹈PK藍弟壓力山大 浦洋.峻廷從服裝就有心機!                               |
| 2023年4月             | 完全娛樂         | 【男團生存戰】被峻廷念到耳朵長繭"Special MC大亂鬥"第二彈來啦～ 立杰帶金雲來踢館...浦洋負傷也沒在讓!   |
| 2023年7月             | 完全娛樂         | 【篡位成功?!】 Special MC 暑期先修班!Ｍina拉主Key配金雲主持好驚險XD 孟維.聖恩合作無間...夏浦洋一樣吵! |
| 2024年11月            | 娛樂百分百       | 金雲偷撩林宇「臉很好看」甜翻！兩對CP咬巧克力棒快親下去                                                |
| 2024年11月            | 蝦皮娛樂線       | 最新BL劇《看見愛》主角CP來啦！                                                                        |
| 2024年11月            | Yahoo娛樂Y星人   | 金雲轉戰演員190cm身高成關卡 林宇外商任職學霸經歷曝光                                                  |
| 2024年11月            | 夫夫之道         | 擦屁股的情誼，浪漫揹著你看世界，看見愛的姜楊CP來囉！                                                  |
| 2024年12月            | Viki Global TV   | Exclusive Interview with the Cast of See Your Love!                                                   |
| 2024年12月            | 全民星攻略       | EP 1175 嘴ㄆ一ㄚˊ是會傳染的？城哥.尚樺輪流講錯話！                                                    |
| 2024年12月            | 拜託ATM          | 胡瓜虧「史上累積最低獎金的一集」！愛貓愛狗人士不斷答錯問題？                                          |
| 2024年12月            | 電癮好選喆       | 看見CP男孩們私下傻白甜的一面如何演出骰子大神!                                                         |
| 2025年1月             | cbook名人說生活  | 金雲、林宇重現浴室名場面!特地到旅館排練親熱戲?!                                                       |
| 2025年1月             | cbook名人說生活  | ASMR 情侶問答，林宇甜牽金雲大方告白! 姜楊CP腰圍大公開!                                                |

## Podcast
| 年份       | 節目名       | 名稱                                             |
| 2024年10月 | Wow!有事嗎？ | 和原子少年來場翻雲覆宇的BL 誤打誤撞看見愛        |
| 2024年10月 | 甲板日誌     | 手語、霸總、身高差，四帥甜襲台腐圈               |
| 2024年11月 | 老蘇好邱     | 愛，讓我們看見自己                               |
| 2024年12月 | So Show      | 林宇可愛擔當、金雲的背很可靠、詠傑最愛家佑胸肌！ |

## 演出
| 日期                | 活動名稱              | 地點             |
| 2022年6月18日       | 原力覺醒·行星初現     | Westar 西門      |
| 2022年7月16日       | 繁星齊聚 最後的近距離 | DSPACE 元動空間  |
| 2022年8月12日－14日 | 原來的少年            | 台北國際會議中心 |
| 2022年10月8日       | 飛向滿天星球          | 高雄流行音樂中心 |

## 活動
| 日期                 | 活動名稱                               |
| 2022年9月24日        | Der ZÖMAR x 原子少年天王星一日店長     |
| 2022年12月11日       | 跨加派對 一日店長                      |
| 2022年12月15日       | Champion Star星光籃球對抗賽            |
| 2022年12月30日       | VLENS一日店長                          |
| 2023年3月4日         | O2TD一日店長                           |
| 2023年3月29日        | 臺北時裝週AW23                         |
| 2023年4月15日        | S'AIME MINI一日店長                    |
| 2023年4月29日        | ELLE風格路跑                           |
| 2023年8月24日        | 2023「台北好時尚」TOP時裝設計大賞      |
| 2023年10月15日、16日 | 臺北時裝週SS24                         |
| 2023年11月23日       | 渣打臺北公益馬拉松活動大使             |
| 2023年12月11日       | 高雄時尚大賞                           |
| 2024年10月15日       | 《看見愛》上線發布會                   |
| 2024年12月22日       | 試試茶一日店長                         |
| 2025年1月8日         | 《看見愛》終映會                       |
| 2025年2月5日         | 韓國時裝週                             |
| 2025年3月22日        | 春日輕氧時刻 THE MOMENT 北京品牌答謝會 |
| 2025年3月29日        | 臺北時裝週AW25                         |
| 2025年4月12日        | 《看見愛》日本東京見面會               |
| 2025年4月18日        | 《看見愛》巴西聖保羅見面會             |
| 2025年4月26日        | 《看見愛》台灣台北見面會               |

## 獎項紀錄
| 日期          | 頒獎典禮                 | 項目                           |
| 2024年11月3日 | 2024 Asia Model Festival | 「MODEL STAR AWARD」模特兒之星 |

## 外部連結
- 金雲的IG
- 金雲的FB
- 金雲的Threads
- 金雲的X
- 金雲的小紅書
- 伊林娛樂IG